# بروجوس دي جواياما
بروجوس دي جواياما هو فريق كرة سلة للمحترفين تأسس في سنة 1971 يقع مقره في بورتوريكو. يلعب في دوري بورتوريكو لكرة السلة.

## أبرز اللاعبين
من أبرز اللاعبين الذين لعبوا معه:
- آل ثورنتون
- جوش هارلسون
- مالكولم لي